# Community manager
Il community manager (online community manager) è un addetto alla gestione di una comunità virtuale (detta anche comunità online), con i compiti di progettarne la struttura e di coordinarne le attività. È una professione legata al web 2.0.

## Startup della comunità
Il community manager, inizialmente, progetta la struttura della comunità e gli eventi, in base a eventuali richieste di utenti o agli obiettivi di un committente; definisce in seguito le modalità di aggregazione, sceglie gli strumenti, i servizi, le categorie di discussione e se necessario, può anche avvalersi di moderatori, promotori o di altre figure, che lo affiancano nella gestione della comunità stessa allo scopo di creare un ambiente in cui i membri si sentano liberi e sicuri di esprimersi, di dialogare, di comunicare, di collaborare, senza paura di essere giudicati o male interpretati, cosa che alla fine contribuisce alla crescita e allo sviluppo di una buona comunità virtuale.

## Amministrazione e gestione dei feedback
Il community manager opera su vari fronti e agisce con gli strumenti specifici del web 2.0. A seconda delle differenti strategie di azione e piattaforme sulle quali si trova a dover operare può avere sia permessi di creazione e installazione di forum, siti web o blog, sia necessità di interagire e muoversi in piattaforme gestite da terzi dove i marchi dell'azienda per la quale opera sono oggetto di critiche e valutazioni che il community manager deve monitorare. Nella fattispecie molto importanti sono le interazioni dei social network dove le aziende hanno spesso Fan Pages dedicate e relative community che si muovono all'interno di esse.
Facebook, YouTube, Instagram  e altri importanti aggregatori di utenti e contenuti sono utili e fondamentali per un'efficace gestione della comunità virtuale sotto diversi punti di vista.
La gestione dei feedback e la valutazione dei livelli di brand advocacy (l'atto spontaneo di un consumatore che raccomanda un brand, legato al concetto di marketing di passaparola) richiedono che il community manager sia in grado di stilare report adeguati e approfonditi in merito alle interazioni che avvengono su siti, blogs, forum e social network. Detrattori e promotori spontanei di un marchio possono determinare in maniera importante il successo o meno di una campagna promozionale effettuate sul web, e in questa area critica il community manager deve saper operare nel migliore dei modi.

## Quali competenze
Il community manager è una figura nuova che si sta affermando nelle nuove frontiere del marketing. Diventa parte attiva in tutte le campagne di buzz marketing dove il passaparola (word of mouth) è ritenuto oramai fondamentale e imprescindibile in una campagna promozionale che si rispetti. Deve quindi essere in grado di comprendere e supportare le esigenze dei partecipanti alla community; creare, incrementare e moderare la comunicazione tra loro; definire le regole di comportamento; introdurre argomenti per stimolare le discussioni; rilanciare, motivare i lurkers (coloro che leggono, ma non intervengono) e gestire gli iperattivi; dimostrare ottime capacità di problem solving di fronte ai problemi nuovi e agli imprevisti che possono presentarsi; gestire informazioni, relazioni, conflitti e non per ultimo gli stessi strumenti di interazione. 
In questo senso deve possedere delle competenze comunicative, per comprendere appieno i messaggi inviati dai vari utenti, fornendo dei feedback appropriati e condividere la conoscenza e al tempo stesso favorire i processi di co-costruzione di questa; sensibilità, leadership, curiosità; competenze organizzative che gli permettano di gestire i contenuti, organizzare eventi e analizzare i dati statistici derivanti da sondaggi per valutare l'andamento all'interno del sito; una spiccata predisposizione ai rapporti interpersonali, utile per la gestione della relazione con gli utenti presenti.
Un community manager è a tutti gli effetti il volto e la voce del brand nelle community. È necessario quindi che conosca perfettamente e a fondo le caratteristiche del prodotto e il mondo che ne deriva, oltre che il mondo che ruota internamente ed esternamente all'azienda per la quale opera. 
Il community manager si è formato in più campi e le sue competenze devono variare il più possibile. Giornalismo, PR, comunicazione, gestione degli strumenti di progettazione del web 2.0; esperienze avute in qualsiasi ambito permettono a questo profilo professionale una capacità di variare le sue prospettive di giudizio e di azione in maniera elevata.
Un'altra fondamentale caratteristica è la flessibilità e la massima disponibilità che esula da una logica impiegatizia. Il community manager infatti deve essere presente nei momenti cruciali di una campagna promozionale e di marketing, ma soprattutto avendo a che fare con le community online la sua attività è richiesta in qualsiasi momento e orario della settimana. Questa caratteristica varia in base all'attitudine del singolo, ma è senza dubbio fondamentale e auspicabile in una figura così dinamica e "pronta all'azione".

## Conoscenze tecniche
Deve possedere conoscenze di tipo informatico per la gestione e amministrazione di CMS, forum, social media e utilizzo di applicazioni progettate per i social media stessi come Facebook o YouTube, e possibilmente un'ottima conoscenza della lingua inglese. 
Infine, non meno importante, deve possedere delle basi di marketing ed entrare in rapporto con chi si occupa di content management, al fine di individuare e creare nuovi argomenti che potrebbero andare incontro alle esigenze degli utenti.